# Marshfield (Misuri)
Marshfield es una ciudad ubicada en el condado de Webster en el estado estadounidense de Misuri. En el Censo de 2010 tenía una población de 6633 habitantes y una densidad poblacional de 508,64 personas por km².

## Geografía
Marshfield se encuentra ubicada en las coordenadas 37°20′29″N 92°54′41″O / 37.34139, -92.91139. Según la Oficina del Censo de los Estados Unidos, Marshfield tiene una superficie total de 13.04 km², de la cual 13.03 km² corresponden a tierra firme y (0.08%) 0.01 km² es agua.

## Demografía
Según el censo de 2010, había 6633 personas residiendo en Marshfield. La densidad de población era de 508,64 hab./km². De los 6633 habitantes, Marshfield estaba compuesto por el 96.5% blancos, el 0.39% eran afroamericanos, el 0.77% eran amerindios, el 0.15% eran asiáticos, el 0.03% eran isleños del Pacífico, el 0.45% eran de otras razas y el 1.7% pertenecían a dos o más razas. Del total de la población el 1.72% eran hispanos o latinos de cualquier raza.

## Personas destacadas de Marshfield
Edwin Hubble, astrónomo y astrofísico.